# مايوري
مايوري (كامبانيان : ماجورا ؛ وفي الاصل Rheginna مايور) هي مدينة و بلديه على ساحل أمالفي في مقاطعة ساليرنو ( كامبانيا ، إيطاليا). وكانت منتجعًا سياحيًا شهيرًا منذ العصر الروماني ، مع أطول امتداد غير منقطع للشاطئ على ساحل أمالفي.

## تاريخ
أصول البلدة غير واضحة ، على الرغم من أنها تأسست ربما من قبل الأتروسكان . واحتلت من قبل الرومان في القرن الثالث قبل الميلاد، وكانت تسمى مدينة ريجينا مايور، على عكس البلدة المجاورة، مينوري ، Rheginna الصغرى. وتم تشكيل جميع الأماكن على طول الساحل من قبل مختلف الغزاة - مثل الأتروسكان أو الرومان.
بين 830 و 840، مدن الساحل بين ليتيرا و ترامونتي و كيتارا و بوسيتانو ، بما في ذلك جزيرة كابري ، متحدين لتشكيل حلف الدول وعرفت فيما بعد باسم دوقية أمالفي . احتفظت كل مدينة باسمها واستقلاليتها الإدارية ، ولكن كان لها دور محدد في هذا الاتحاد. وكانت مايوري مقرًا لأميرالية الدوقية والجمارك وسوق الملح والعديد من الترسانات.
وحوالي 1000 أصبحت جزءًا من إمارة ساليرنو ، ثم مملكة نابولي ، التي اتبعت تاريخها حتى القرن التاسع عشر.

## المعالم السياحية الرئيسية
- كنيسة سانتا ماريا ماري الجماعية (القرن الثالث عشر). يحتوي على قبة من القرميد المايوليكا الملونة تعلو برج الجرس الذي يعود تاريخه إلى القرن الرابع عشر ، في حين أن معظم الأجزاء الخارجية تعود إلى القرن الثامن عشر. ويتم عرض الخزفيات الأخرى في متحف الفن المقدس بجوار الكنيسة.[4]
- كنيسة سان فرانشيسكو (تم الانتهاء منها عام 1590) ، وهي الآن على طراز الروكوكو المتأخر.
- سانتا ماريا دي أوليريا (القرن الحادي عشر) ، بنيديكتيني دير تأسس عام 973 فوق المركز التاريخي للمدينة.
- جبل فاليرزيو وكنيسة أفوكاتا. أعلى قمة في ساحل أمالفي والمحمية في السهل فوق جبل ميرتو.
- قلعة سان نيكولا (القرن التاسع)
- برج نورمان (ويسمى أيضًا توري ساليسرشيو)

## المواصلات
أقرب مطار هو Salerno-Pontecagnano Airport (QSR).

## في فيلم
في منتصف القرن العشرين ، صور روبرتو روسيليني بعض أفلامه هنا: Paisà (1946)؛ "Il Miracolo" (المعجزة) الحلقة الثانية من فيلم L'Amore ( طرق الحب ، 1948) ؛ لا ماتشينا أمازاكاتيفي ( آلة لقتل الأشرار ، 1952) ؛ و Il viaggio في إيطاليا ( رحلة إلى إيطاليا ، 1953). ويقام مهرجان سينمائي في شهر نوفمبر من كل عام يتم فيه منح جائزة بريميو إنترناسيونالي روبرتو روسيليني .

## روابط خارجية
- باللغة الإيطالية كنائس مايوري